# Торгівля у Стародавньому Єгипті
Торгівля у Стародавньому Єгипті — один з видів економічної діяльності давніх єгиптян. Поділялася на внутрішню та зовнішню. Торговельні шляхи охоплювали значну частину Східної Африки, Близького Сходу, Малої Азії.

## Зовнішня торгівля
Єгипет вже з давніх часів торгував з іншими країнами. Про це свідчать знахідки, виявлені вченими в долині Нілу. Такому швидкому розвитку сприяло дуже вигідне географічне розташування Єгипту — на стику Африки та Азії, а також близькість до Європи. З одного боку знаходилося Середземномор'я, а з іншого — народи Сходу.
Існують письмові докази, що датуються періодом правління I династії, з яких видно, що зв'язок з Синаєм був тоді дуже добре налагоджений. Звідти привозили мідь, малахіт і бірюзу. Також достеменно відомо, що були торгові відносини з Критом.
У період правління XII династії посилюються зв'язки в Середземномор'ї і на Чорному морі. Так, знайдено критські вази, а на Криті єгипетські скарабеї; спіральні прикраси на скарабеях відповідали прикрасам оздоблення храмів на Мальті; на Дніпрі в Трипіллі виявлений посуд, відповідний посуду XII династії. Водночас в Стародавньому Єгипті з'являється бог Біс. Заведено вважати, що він був середземноморського походження. Відомо, що велась торгівля з лівійськими племенами, народами Середземного моря (можливо до островів Сицилія та Сардинія).
Розквіт торгівлі припадає на періоди правління XVIII і XIX династій. В цей час володарі інших країн намагалися домогтися торговельних зв'язків з Єгиптом. Відбувається зближення з Близьким Сходом і Індією, товарообмін з Межиріччям через Палестину і Сирію. З Сирії, в обмін на зерно та інші продукти, доставлялися колісниці, візки, зброю, музичні інструменти, напої, коні, бики, корови та інша худоба.
Активна торгівля йшла з країною Пунт. Географічне становище її дотепер точно не визначено. Одні дослідники вважають, що вона перебувала на західному узбережжі Індії, а ось інші — на африканському узбережжі, на південь від Червоного моря, там, де зараз знаходиться Сомалі. Ладан був найціннішим товаром, що поставляється з Пунту. Єгиптяни купували не лише шматки ладану, також дерева для того, щоб висадити їх в Єгипті.
Золото привозили з Нубії, і країн Передній Азії. В цей час в Єгипті було стільки золота, що правителі Межиріччя говорили: «в країні золото все одно що пил». З Ефіопії привозили обсидіан. З Індії через південне Межиріччя привозили коштовне каміння лазурит.
Стародавні єгиптяни експортували кольорові намиста, кинджали і бойові сокири, хліб, пиво, вино, фрукти та продукти ковальства, шкіряного виробництва, гончарства. Єгипетські зброярі їздили в країну Речену, продавали там свої вироби і часто купували або захоплювали семітських дівчат як рабинь.

## Внутрішня торгівля
Торгівля існувала ще в додинастійний період, коли відбувалася торгівля між невеличкими царствами. Зазвичай здійснювалося уздовж Нілу та в дельті цієї річки. Вже тоді існував сухопутний маршрут через Ваді Хаммамат від Нілу до Червоного моря. Надалі набула розвитку торгівля між Нижнім та Верхнім Єгиптом. Об'єднання цих держав сприяло розвитку торгівлі, позбавивши митних та інших перешкод.
З початок загарбницьких походів, захопленням нових земель, до внутрішньої торгівлі відносилися торговельні відносини між власне Єгиптом та підконтрольними землями. Внутрішня торгівля власне Єгипту велася дуже широко тому, що кожна провінція забезпечувала свої потреби сама, виробляючи все необхідне для життя. Коли було підкорено Нубію, стали привозити слонову кістку, ебенове дерево, дорогоцінні камені, екзотичні товари — страусові пір'я (для віял) і яйця, мавп, пантер та жирафів.

## Транспортування
Найдешевшим вважався водний транспорт, що був добре розвинений завдяки Нілу. Першими плавальними пристосуваннями були плоти, виготовлені з очерету, а також серпоподібні маленькі човни. Керувалися вони веслами або жердинами. Найперші зображення цих човнів були на керамічних посудинах, які вчені віднесли до амратського періоду.
Вже в Стародавньому царстві діяв торговий шлях Дарб ель-Арбайн, проходячи через Харга на півдні і Асьют на півночі. Йшов через пустелю Сахару, досягаючи Ваді-Ховар (в сучасному Чаді) та Ель-Фашир (південь сучасного Судану). Використовувався для транспортування і торгівлі золотом, слоновою кісткою, спеціями, пшеницею, тваринами і рослинами.
Дерев'яні судна ходили морями. На них були вітрила і гребні весла. Проте немає зображень човнів з піднятими вітрилами, звідси дослідники роблять висновок, що вони використовувалися досить рідко.
Торговельний шлях до Передньої Азії починався з Фів, звідки йшов до морського порту Елім. Звідси також торгівці рушали до Аравії або Пунту. Його започатковано за фараона Сенусерта I.

## Розрахунки
У Стародавньому царстві не існувало грошей. Всі розрахунки по платежах проводилися іншими товарами, тобто натурою. Значні чиновники Стародавнього Єгипту отримували свій дохід від свого майна або майна, яким управляли від імені фараона. Таку систему стародавні єгиптяни вважали досить зручною.
Вони здійснювали всі торгові операції, виплачували платню і збирали податки не користуючись грошима. Можна було обміняти зерно на гусака, деревину на будь-яку худобу. Втім, було встановлено еталон відносної вартості товарів.
У період Нового царства таким еталоном вартості була спираль, яку виготовляли з мідного дроту. Вона мала назву «утен». Пізніше, коли вона отримала велике поширення по всій країні, спираль зробили ієрогліфом, що позначав утен. Її застосовували тільки для тих випадків, коли було необхідно компенсувати якусь різницю у вартості товарів. Проте ціна на товари зазвичай вимірювалася саме нею. У храмі Тота є зображення, на якому присутній податний список. На ньому навпроти кожного предмета зображено його вартість, виміряна в утену. Також була ще одна одиниця вартості — «дебен», що означає «кільце», але з часом його значення змінилось. Потім воно належало до ваги й вартості.